# Hengersberg
Hengersberg er en købstad i Landkreis Deggendorf i Regierungsbezirk Niederbayern i den tyske delstat Bayern, med godt 7.600 indbyggere.

## Geografi
Hengersberg ligger ca. 15 km sydøst Deggendorf, og hører til Region Donau-Wald.

### Inddeling
I kommunen er der ud over Hengersberg følgene landsbyer og bebyggelser: Altenufer, Anzenberg, Boxbach, Buch, Edermanning, Emming, Erkerding, Erlachhof, Eusching, Frohnhofen, Furth, Grubmühle, Heiming, Hinterweinberg, Holzberg, Holzerreuth, Hörgolding, Hörpling, Hub, Hubmühle, Hütting, Kading, Killersberg, Klausberg, Lapferding, Leebbergheim, Lichtenöd, Lohof, Manzing, Matzing, Mimming, Mutzenwinkl, Neulust, Nußberg, Oberanzenberg, Oberellenbach, Oberreith, Obersimbach, Pfaffing, Ponau, Rading, Reichersdorf, Reisach, Schlott, Schwanenkirchen, Schwarzach, Sicking, Siederding, Siedersberg, Thannberg, Trainding, Unterellenbach, Unterfrohnstetten, Unterreith, Untersimbach, Viehdorf, Vorderweinberg, Walmering, Waltersdorf, Weickering, Wessenhof, Würzing og
Zilling.